# Феодора Гогенлое-Лангенбурзька (1866—1932)
Феодора Гогенлое-Лангенбурзька, повне ім'я Феодора Вікторія Альберта Гогенлое-Лангенбурзька (нім. Feodora Viktoria Alberta, Prinzessin zu Hohenlohe-Langenburg, 23 липня 1866 — 1 листопада 1932) — принцеса Гогенлое-Лангенбурзька, донька князя Гогенлое-Лангенбургу Германа та баденської принцеси Леопольдіни, дружина 5-го князя Лайнінгенського Еміха.

## Біографія
Феодора народилась 23 липня 1866 року у Лангенбурзі. Вона була третьою дитиною та другою донькою в родині князя Гогенлое-Лангенбургу Германа та його дружини Леопольдіни Баденської.

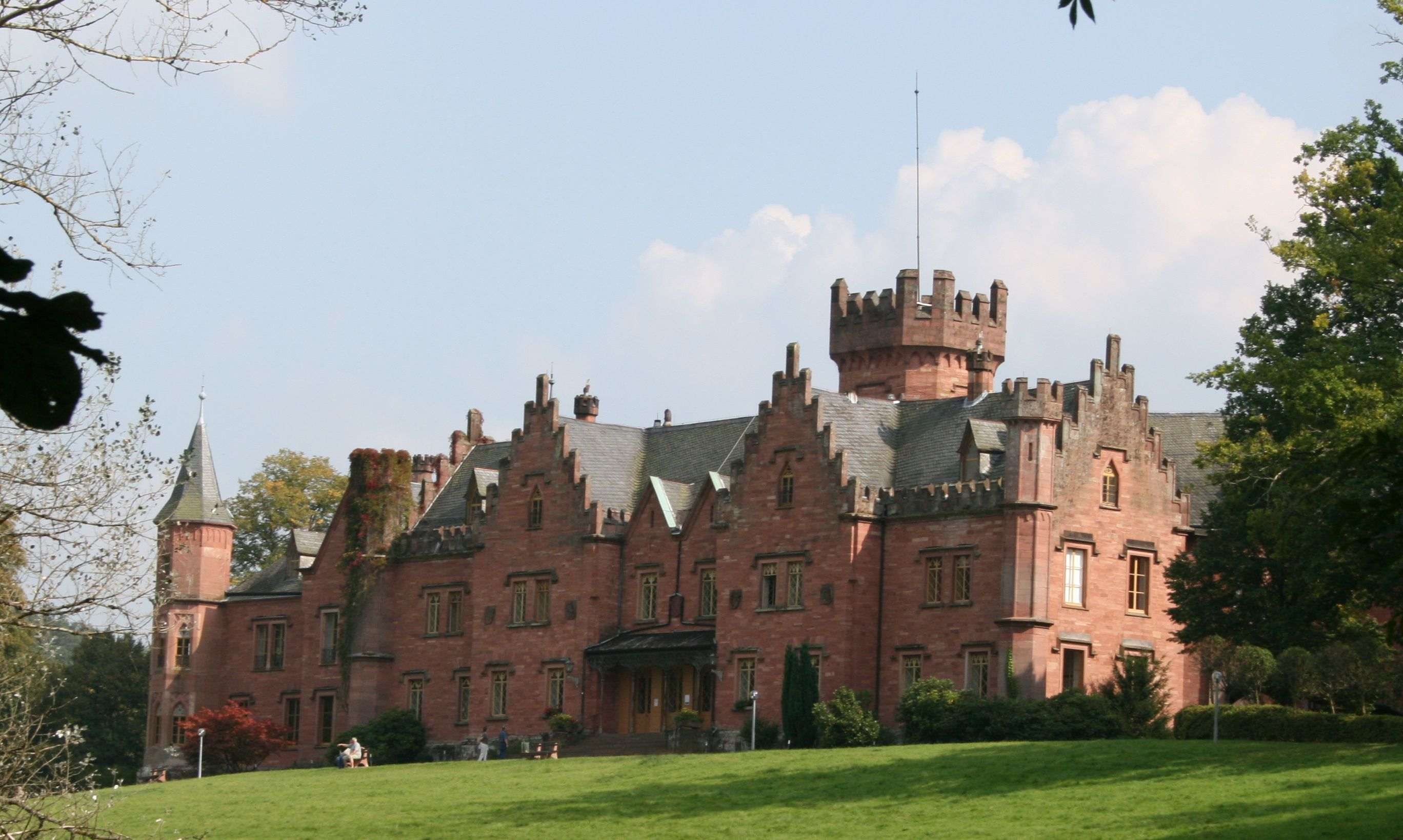
Замок Вайльдлейнінген

Незадовго до 28-річчя принцеса пошлюбилася із своїм однолітком, принцом Еміхом Лайнінгенським, сином князя Ернста Леопольда. Весілля відбулося 12 липня 1894 року у Лангенбурзі. Того ж року її батька було призначено імперським губернатором Ельзас-Лотарингії.
У подружжя народилося п'ятеро дітей
У віданні родини був замок Вальдляйнінген. 1904 року її чоловік успадкував титул князя Лайнінгенського.
Феодора пішла з життя у Вальдляйнінгені 1 листопада 1932 року у 66-річному віці. Еміх пережив її на сім років.

## Родина
Чоловік — Еміх (князь Лайнінгенський)
Діти:
- Вікторія (1895—1973) — дружина графа Сольмс-Рьодельхаймського Максиміліана Людвіга, мала із ним єдиного сина, що не залишив нащадків;
- Еміх Ернст (1896—1918) — спадкоємець титулу батька, загинув у бою під час Першої світової;
- Карл (1898—1946) — наступний князь Лейнінгенський у 1939—1946 роках, був одружений з княжною імператорської крові Марією Кирилівною, мав семеро дітей, під час Другої світової у званні капітан-лейтенанта служив у Крігсмаріне, загинув у радянському полоні під Саранськом;
- Герман (1901—1971) — гонщик Bugatti та Auto Union у 1920-х—30-х, був одружений з графинею Іриною Шонборн-Візентайд, дітей не мав;
- Гессо (1903—1967) — був одружений з графинею Марією-Луїзою Нессельроде-Ересхофен, дітей не мав.